# Émile Decombes
Émile Decombes, někdy psán Descombes (9. srpna 1829 Nîmes – 5. května 1912 Paříž) byl francouzský klavírista a hudební pedagog.

## Život
Decombes se narodil 9. srpna 1829 v Nîmes. Byl jedním z posledních pařížských žáků Fryderyka Chopina. Stal se profesorem klavíru na Pařížské konzervatoři. Mezi jeho studenty byli mimo jiné Alfred Cortot, Reynaldo Hahn, Gabriel Jaudoin, Joseph Morpain, Maurice Ravel, Édouard Risler a Erik Satie.
Kromě pedagogické činnosti byl redaktorem řady klavírních úprav klasických klavírních koncertů pod názvem École du Piano – Choix de Concertos des Maîtres. Premiers Solos, které vydával pařížský vydavatel Auguste O'Kelly od roku 1875. Sbírka dosáhla 50 svazků.
Zemřel v Paříži 5. května 1912 ve věku 82 let. Jeho bratr Achille Decombes (1893) byl hudebním skladatelem.